# Parlamento di Malta
Il Parlamento di Malta (in maltese: Parlament ta' Malta) è l'assemblea legislativa di Malta. Disciplinato dal capitolo VI della Costituzione (par. 51 e ss.), si caratterizza come parlamento monocamerale e si compone del Presidente della Repubblica e della Camera dei rappresentanti, formata da un numero di deputati compreso tra 65 e 81.
Una diversa articolazione era invece prevista dal 1921 al 1933, quando il Parlamento si componeva dell'Assemblea legislativa e del Senato.

## Caratteristiche
Inaugurato il 1 novembre 1921, quando l'isola era ancora sotto il dominio britannico, il Parlamento maltese detiene il potere legislativo e regola il rapporto di fiducia con l'esecutivo; designa, tra i suoi componenti, il Presidente della Repubblica, il Primo ministro e i membri del governo.

## Sede
Ha sede presso il palazzo del Parlamento, sito nella capitale La Valletta all'interno del plesso architettonico noto come City Gate (Putirjal), progettato da Renzo Piano. Fino al 2014 era ubicato presso il palazzo del Grande Maestro.